# 50718 Timrobertson
50718 Timrobertson este o planetă minoră (asteroid) din centura de asteroizi. A fost descoperită pe 11 martie 2000 la Catalina Station⁠(d) de Catalina Sky Survey. 
Obiectul prezintă o orbită caracterizată de o semiaxă mare de 2,6240157057301 UAi, o excentricitate de 0,11505954715693, o înclinație de 14,18532736623 ° în raport cu ecliptica.